# Hållbar livsstil
Hållbar livsstil är en livsstil där människor och miljö harmoniserar med varandra genom teknologi, ekonomi och individuella kraftansträngningar. En hållbar livsstil innebär en medveten livsstil där personligt ansvar gentemot andra människor och annat liv är en självklarhet.

## Grundläggande begrepp
Begreppet hållbar betyder att något är tillräckligt stadigt i sin uppbyggnad för att stå emot påfrestningar och refererar även till att något behåller sin ursprungliga kvalitet väl.
Begreppet livsstil är en term ursprungligen lanserad av Alfred Adler för att beteckna beteendemönster bestämda av personliga egenskaper, motiv och värderingar. Livsstilar används ofta vid beskrivning av konsumentbeteende liksom inom resurs- och miljöforskningen där människors livsstil är en viktig faktor att ta med i beräkningarna.

## Definition
En hållbar livsstil innebär en balans mellan ekologi, ekonomi och etik för att tillgodose dagens behov utan att äventyra kommande generationers behov. Brundtlandrapporten från 1987, som även går under benämningen ”Our Common Future”, definierar hållbar utveckling som en utveckling som möter dagens behov utan att äventyra kommande generationers möjligheter att möta sina behov. En hållbar livsstil kan utifrån denna definition beskrivas som den livsstil som krävs för att uppnå en hållbar utveckling. Begreppet hållbar utveckling refererar alltså till de sätt på vilket ett samhälle producerar och reproducerar mänsklig existens, medan begreppet hållbar livsstil framförallt är relaterat till de val människor gör i sitt vardagliga liv.

## Bakgrund
Idén "en hållbar livsstil" har formats utifrån flera olika perspektiv de senaste årtiondena, främst inom den ekologiska och miljövetenskapliga disciplinen. Den hållbara livsstilen grundar sig på ett filosofiskt paradigm utvecklat av en:Edgar Morin (1993), en:Boaventura de Sousa Santos (1995), Paulo Freire (1997), Leonardo Boff (1999), Sebastião Salgado (2000) och en:Milton Santos (2000).

## Teori och frågeställningar
En hållbar livsstil skulle kunna beskrivas i tre steg. För det första innebär en hållbar livsstil att vara medveten om de miljöproblem och om de sociala orättvisor som råder i världen. För det andra innebär det att vara självdisciplinerad och längta efter kunskap samt att vilja lära sig. För det tredje innebär det att tro att varje enskild individ kan göra en skillnad i kampen om en bättre värld och planet, genom de vardagliga val den gör. Individuellt ansvarstagande är således att betrakta som ett nyckelbegrepp för en hållbar livsstil.
Att lära för en hållbar livsstil handlar om att lära sig att bibehålla och att förbättra en god livskvalitet för dagens generationer, liksom livskvaliteten för kommande generationer. Det handlar också om att rusta individer, samhällen, grupper, företag och regeringar att leva och handla hållbart såväl som att öka förståelsen för sambanden mellan miljömässiga, sociala och ekonomiska frågor och dessas konsekvenser. Att lära för en hållbar livsstil kan beskrivas som att handla för att förbereda för den värld människor kommer att leva i under kommande århundraden, för att försäkra sig om att den inte kommer att förstöras.

## Konkreta exempel
Några vanliga exempel på hållbar livsstil i vardagslivet är att äta ansvarsfullt producerad mat, att välja miljövänliga alternativ, att handla second hand, att källsortera och återvinna, att undvika resor som ger stora utsläpp av avgaser och att på olika sätt spara energi i exempelvis hemmet och på arbetsplatsen.